# オージス総研
株式会社オージス総研（OGIS そうけん、英: OGIS-RI Co.,Ltd.）は、大阪府大阪市西区に本社を置く、日本のシステムインテグレーター（ユーザー系）で、大阪ガスの完全子会社。

## 概説
1992年に、オージー情報システム株式会社と、株式会社オージー情報システム総研の合併により設立された。大阪ガスの情報システム部門から独立したユーザー系の情報サービス企業であるが、関西だけでなく関東にも事業を展開している。
オンラインストレージサービス、「宅ふぁいる便」の運営も行っている。元は社員に向けたサービスを民間向けに解放したもので1999年6月から開始。「オフィス宅ふぁいる便」を除いて2020年3月31日にサービス終了。

## 歴史
- 1983年 オージー情報システム株式会社設立
- 1985年 株式会社オージー情報システム総研設立（オージー情報システム株式会社100%出資）
- 1992年 米国カリフォルニア州にシリコンバレーオフィス開設
- 1992年 株式会社オージス総研が発足（オージー情報システムとオージー情報システム総研が合併)
- 2000年 米国シリコンバレーオフィスを法人化。 OGIS International Inc.設立
- 2001年 株式会社宇部情報システムを子会社化
- 2001年 株式会社システムアンサーを子会社化
- 2003年 株式会社イーキューブネット・ドットコムを吸収合併
- 2007年 「上海欧計斯軟件有限公司」を設立
- 2008年 さくら情報システム株式会社を子会社化
- 2015年 大阪ガス行動観察研究所株式会社を吸収合併
- 2017年 株式会社アグニコンサルティングを子会社化

## 事業所
- 大阪本社 - 大阪府大阪市西区千代崎三丁目南2-37（ICCビル）
- 東京本社 - 東京都中央区日本橋2-7-1（日本橋東京タワー）
- 千里オフィス - 大阪府豊中市新千里西町1-2-1（OGCTS千里ビル）
- 千里第２オフィス- 大阪府豊中市新千里西町1-2-2（住友商事千里ビル南館）
- うつぼ本町オフィス - 大阪市西区靭本町1-10-24（三共本町ビル）
- 名古屋オフィス - 愛知県名古屋市中区錦1-17-13（名興ビル）
- 豊田オフィス - 愛知県豊田市小坂本町1-5-10（矢作豊田ビル）
- 葛飾リサイクルセンター　東京都葛飾区新宿3-9-15
- OGIS International, Inc.　アメリカ合衆国カリフォルニア州